# Prolaps maternice
Prolaps maternice ali zdrknjena maternica je v medicini zdrs dela maternice ali celega organa v vaginalni kanal ali v hujših primerih skozi nožnični vhod. Gre za obliko zdrsa medeničnih organov (poleg zdrsa vagine, mehurja, rektuma). Najpogosteje se pojavi kot posledica poškodbe ali oslabitve struktur, ki običajno podpirajo maternico v medenični votlini. Simptomi prolapsa maternice lahko vključujejo občutek polnosti v nožnici, bolečino med spolnim odnosom, težave z uriniranjem ter urinsko inkontinenco. Dejavniki tveganja za prolaps maternice vključujejo višjo starost, nosečnost, vaginalni porod, debelost, kronično zaprtje in kronični kašelj. Prevalenca, ocenjena le na podlagi fizičnega pregleda, znaša med ženskami približno 14 %.
Diagnoza prolapsa maternice temelji na zgodovini simptomov in fizičnem pregledu, ki vključuje pregled medenice. Preventivna prizadevanja za obvladovanje tveganja vključujejo skrb za kronične pljučne bolezni, opustitev kajenja ter vzdrževanje zdrave telesne teže. Zdravljenje blagih primerov prolapsa maternice vključuje terapijo medeničnega dna in uporabo pesarjev. Hujši primeri lahko zahtevajo kirurški poseg, ki lahko obsega odstranitev maternice ali kirurško fiksacijo zgornjega dela nožnice na bližnjo strukturo medenice. Rezultati po zdravljenju so običajno pozitivni, pri čemer poročajo o izboljšanju kakovosti življenja.

## Znaki in simptomi
Čeprav prolaps maternice redko predstavlja neposredno smrtno nevarnost, simptomi, povezani z njim, lahko pomembno vplivajo na kakovost življenja. Resnost simptomov prolapsa ni nujno v korelaciji s stopnjo prolapsa; celo pri napredovalem prolapsu se lahko pojavi le malo ali nič motečih simptomov. Različne oblike prolapsa medeničnih organov se pogosto kažejo s podobnimi simptomi.
Večina žensk, ki doživijo prolaps medeničnega organa, nima simptomov. Kadar se simptomi pojavijo, so najpogostejši in najbolj specifični simptomi prolapsa maternice, pa tudi prolapsa drugih medeničnih organov v nožnico, občutek pritiska v predelu medenice, občutek polnosti v nožnici ali vidna izboklina v nožnici. Ti simptomi so pogosto izrazitejši in hujši, če prolaps doseže vaginalni himen. Lahko se pojavijo tudi simptomi, povezani z odvajanjem vode, kot sta nenadzorovano uhajanje urina in težave z uriniranjem. Popoln prolaps maternice, pri katerem maternica štrli skozi vaginalni himen, je znan kot procidentia. Brez zdravljenja lahko pri hudem zdrsu maternice pride do gnojnega izcedka iz nožnice, razjed in krvavitve. Zapleti lahko vključujejo obstrukcijo sečil.
Bolnice lahko poročajo tudi o simptomih spolne disfunkcije, kot sta bolečina med spolnim odnosom in zmanjšan libido. Vendar pa obstajajo nasprotujoči si podatki o vplivu prolapsa medeničnega organa na spolno funkcijo. Kaže, da resnost simptomov, povezanih s prolapsom, negativno vpliva na spolno aktivnost in poročano zadovoljstvo. Blag ali brezsimptomen prolaps se zdi, da ni povezan s spolnimi težavami, medtem ko je bolj simptomatski prolaps povezan z bolj negativnimi spolnimi simptomi.

## Vzroki
Najpogostejši dejavnik tveganja za prolaps maternice je vaginalni porod. Tveganje za prolaps se povečuje s številom vaginalnih porodov, pri čemer imajo ženske, ki so doživele več vaginalnih porodov, večjo verjetnost za razvoj prolapsa v primerjavi s tistimi, ki so doživele le en vaginalni porod. Raziskave so pokazale, da operativni vaginalni porod, še posebej pri uporabi porodniških klešč, povečuje verjetnost prolapsa medeničnega organa v primerjavi z neoperativnim vaginalnim porodom.

## Patofiziologija
Maternico ohranja na svojem mestu več podpornih struktur v medenici: mišice medeničnega dna, različni ligamenti, medenične fascije in vaginalna stena. Ključno vlogo pri podpori medeničnih organov ima mišica dvigalka zadnjika (musculus levator ani), ki deluje kot košara, ki ohranja medenične organe v svojem položaju. Uterosakralni ligamenti so še posebej pomembni pri zagotavljanju podpore maternici, saj pritrjujejo in držijo maternico, maternični vrat in zgornjo vagino na križnici.
Prolaps maternice se pojavi, ko pride do motenj v kateri koli od omenjenih struktur, ki pomagajo držati maternico na mestu. Oslabelost mišice dvigalke zadnjika se lahko pojavi med vaginalnim porodom, kjer se deli mišic odcepijo od medenične kosti, ali zaradi starostnih sprememb v muskulaturi, kar lahko povzroči izgubo podpore za maternico. Nosečnost, vaginalni porod ali poškodba lahko raztegnejo in oslabijo uterosakralne vezi, kar vodi do slabe opore maternice, tako da ni več podprta z mišicami medeničnega dna. Težave z vaginalno steno, kot je poškodba ali izguba podpore gladkih mišic v steni, lahko privedejo do sesedanja maternice navzdol zaradi izgube podpore. Ko maternica zdrsne, povleče s seboj tudi zgornji del nožnice (apikalno vagino) zaradi njune anatomske povezanosti.

## Diagnoza in zdravljenje

### Diagnoza
Diagnoza prolapsa maternice temelji na zgodovini simptomov, kar lahko vključuje uporabo vprašalnikov o simptomih, in fizičnem pregledu. Ponavadi fizični pregled vključuje vaginalni pregled, pogosto z uporabo spekuluma, ter medenični pregled. Razsežnost in resnost prolapsa se običajno dokumentirata s sistemom kvantifikacije prolapsa medeničnih organov (POP-Q).

### Zdravljenje
Zdravljenje prolapsa maternice je lahko konzervativno ali kirurško, odvisno od dejavnikov, kot so osebne preference, resnost simptomov in obseg prolapsa. Poleg tega je obvladovanje obstoječih zdravstvenih stanj, ki lahko prispevajo k prolapsu, kot so kronične pljučne bolezni ali debelost, pomembno za preprečevanje napredovanja prolapsa maternice in zmanjšanje bremena simptomov. 

#### Konzervativno zdravljenje
Konzervativne možnosti vključujejo vaje za krepitev mišic medeničnega dna in pesarje. Vadba mišic medeničnega dna (PFMT), znana tudi kot Keglove vaje, je pokazala izboljšanje simptomov, povezanih s prolapsom medeničnih organov, in lahko izboljša kakovost življenja, če se izvaja dosledno in pravilno. Pesarji so mehanski pripomočki, ki podpirajo vagino in dvignejo spuščeno maternico v anatomsko pravilen položaj. Pesarji se pogosto ponujajo kot prva možnost zdravljenja prolapsa maternice, še posebej pri bolnicah, ki ne morejo ali ne želijo opraviti operacije, zaradi njihove cenovne dostopnosti in nizkega tveganja v primerjavi z bolj invazivnimi postopki. Raziskave kažejo, da pravilno nameščeni pesarji izboljšajo simptome mase in pritiska, povezane s prolapsom, ter izboljšajo merila kakovosti življenja.

#### Kirurško zdravljenje
Za zdravljenje prolapsa maternice je na voljo veliko kirurških možnosti, ki se lahko izvedejo z vaginalnim posegom ali skozi trebuh. Na splošno velja, da so vaginalni posegi manj invazivni, omogočajo hitrejše okrevanje in imajo krajši operativni čas v primerjavi z abdominalnimi posegi, vendar abdominalni posegi nudijo dolgoročnejše rezultate in potencialno zmanjšajo tveganje za pooperativne vaginalne bolečine pri spolnem odnosu. Laparoskopski in robotski pristopi k abdominalnim posegom pri kirurgiji prolapsa postajajo pogostejši, saj so potrebni manjši rezi, povzročijo manjšo izgubo krvi in zahtevajo krajše bivanje v bolnišnici.

## Rezultati
Na splošno podatki kažejo, da se kakovost življenja pri bolnicah s prolapsom medeničnih organov po kirurškem posegu ali zdravljenju s pesarjem znatno izboljša. 
Pri razpravljanju o rezultatih kirurškega posega za prolaps medeničnih organov je lahko težko določiti uspeh zaradi številnih dejavnikov, ki lahko opredelijo uspeh, kot je anatomski uspeh v primerjavi z merili izida, o katerih poročajo bolniki.  Zdi se, da je izboljšanje simptomov vaginalne izbokline po operaciji bolj merilo uspeha za bolnike same kot pa samo anatomski uspeh. 
Ponovitev prolapsa medeničnih organov po operaciji je odvisna od več dejavnikov, pri čemer so najpomembnejši starost bolnika (bolniki, mlajši od 60 let, imajo večjo verjetnost za ponovitev), stopnja POP-Q (POP-Q, večji od 3, ima večjo verjetnost za ponovitev), izkušnje kirurga z izvajanjem posega in predhodna zgodovina medeničnih operacij. Poleg tega vrsta operacije, na primer vaginalna ali abdominalna, vpliva na stopnjo ponovitve. Delež ponovnih operacij po operaciji prolapsa medeničnega organa se giblje od 3,4 % do 9,7 %. Zdi se, da je stopnja ponovnih operacij pri transvaginalnem popravljanju mrežice višja kot pri drugih postopkih, deloma zaradi zapletov, kot je izpostavljenost mrežici.

## Zgodovina
Prva omemba prolapsa maternice v medicinski literaturi sega v papirus iz Kahuna iz okoli leta 1835 pr. n. št., kjer je zapisano: »za žensko, katere zadnjica, trebuh in veje stegen so boleči, naj se reče, da gre za padec maternice.«  Zdravljenje v tistem času, dokumentirano na Ebersovem papirusu, je vključevalo drgnjenje prizadete osebe z mešanico »olja zemlje [in] perja« ali petroleja in gnoja.
Skozi zahodno zgodovino je napredek pri zdravljenju prolapsa maternice omejevalo pomanjkanje razumevanja anatomije ženske medenice. V Hipokratovem obdobju, okoli 460 pr. n. št., so verjeli, da je maternica podobna živali. Posledično so pogosti načini zdravljenja vključevali zaplinjevanje, postavitev predmeta z neprijetnim vonjem blizu maternice, da bi jo prepričali, da se premakne v nožnico; uporabo lokalnih adstringentov, kot je kis; in sukusijo (stresanje), pri kateri so žensko zvezali z glavo navzdol ter jo stresali, dokler se prolaps ni zmanjšal.
V prvem stoletju našega štetja se grški zdravnik Soranus ni strinjal z mnogimi od dotedanjih praks in je svetoval uporabo volne, potopljene v kis ali vino, ki se vstavi v nožnico, da bi se maternica dvignila nazaj na svoje mesto. Prav tako je priporočal kirurško odstranitev gangrenoznih delov zdrknjene maternice. Vendar pa te ideje niso postale splošno sprejete prakse v tistem obdobju, saj je srednji vek prinesel vrnitev k prejšnjim prepričanjem in praksam glede prolapsa maternice. Na primer, leta 1603 so svetovali, da naj se zdrknjena maternica zažiga z vročim železom, da bi se splašila nazaj v nožnico.
Konec 16. stoletja je pri zdravljenju prolapsa maternice postala pogostejša uporaba pesarjev, delno zaradi izboljšanega razumevanja anatomije ženskega genitourinarnega trakta v začetku tega obdobja. Pesarje so običajno izdelovali iz voska, kovine, stekla ali lesa. Izum vulkanizirane gume Charlesa Goodyeara sredi 19. stoletja je omogočil izdelavo pesarjev, ki se niso razgrajevali. Kljub temu so v 19. stoletju še vedno uporabljali alternativne prakse, kot so uporaba prhe z morsko vodo, posturalne vaje in zdravljenje s pijavkami.

## Družba in kultura
Leta 2004 so na ameriški trg prišli kompleti z vaginalno mrežico, odobreni po postopku ameriške Uprave za hrano in zdravila (FDA), ki od podjetij ni zahtevala, da dokažejo varnost in učinkovitost izdelka, če so lahko dokazala, da je njihov izdelek podoben prejšnjim izdelkom, ki so že na trgu. Kljub temu so se v naslednjih nekaj letih pojavile zaskrbljenosti zaradi poročil o povečanih stopnjah pooperativnih zapletov. Zaradi vprašljivega postopka odobritve ter pomanjkanja podatkov, ki bi dokazovali, da so izdelki s transvaginalno mrežico boljši od drugih kirurških posegov, je FDA leta 2011 izdala sporočilo o varnosti, ki opisuje resne zaplete, povezane s transvaginalno mrežico, kot »niso redki«. Leta 2019 je FDA proizvajalcem naročila, naj prenehajo s prodajo transvaginalne mrežice, ki je namenjena popravljanju prolapsa medeničnih organov.  To ne vključuje kirurških mrežic, ki se uporablja med postopki sakrokolpopeksije, sakrohisteropeksije ali transuretralne zanke.
Od leta 2008 je bilo vloženih več skupinskih tožb proti številnim proizvajalcem transvaginalnih mrežic, ki so se končale s poravnavami, potem ko so ljudje poročali o zapletih po operaciji.